# David Horowitz (Ökonom)
David Horowitz (hebräisch דוד הורוביץ; geboren Oktober 1899 in Drohobytsch, Österreich-Ungarn; gestorben 10. August 1979 in Jerusalem) war ein israelischer Ökonom und Direktor der Bank of Israel.

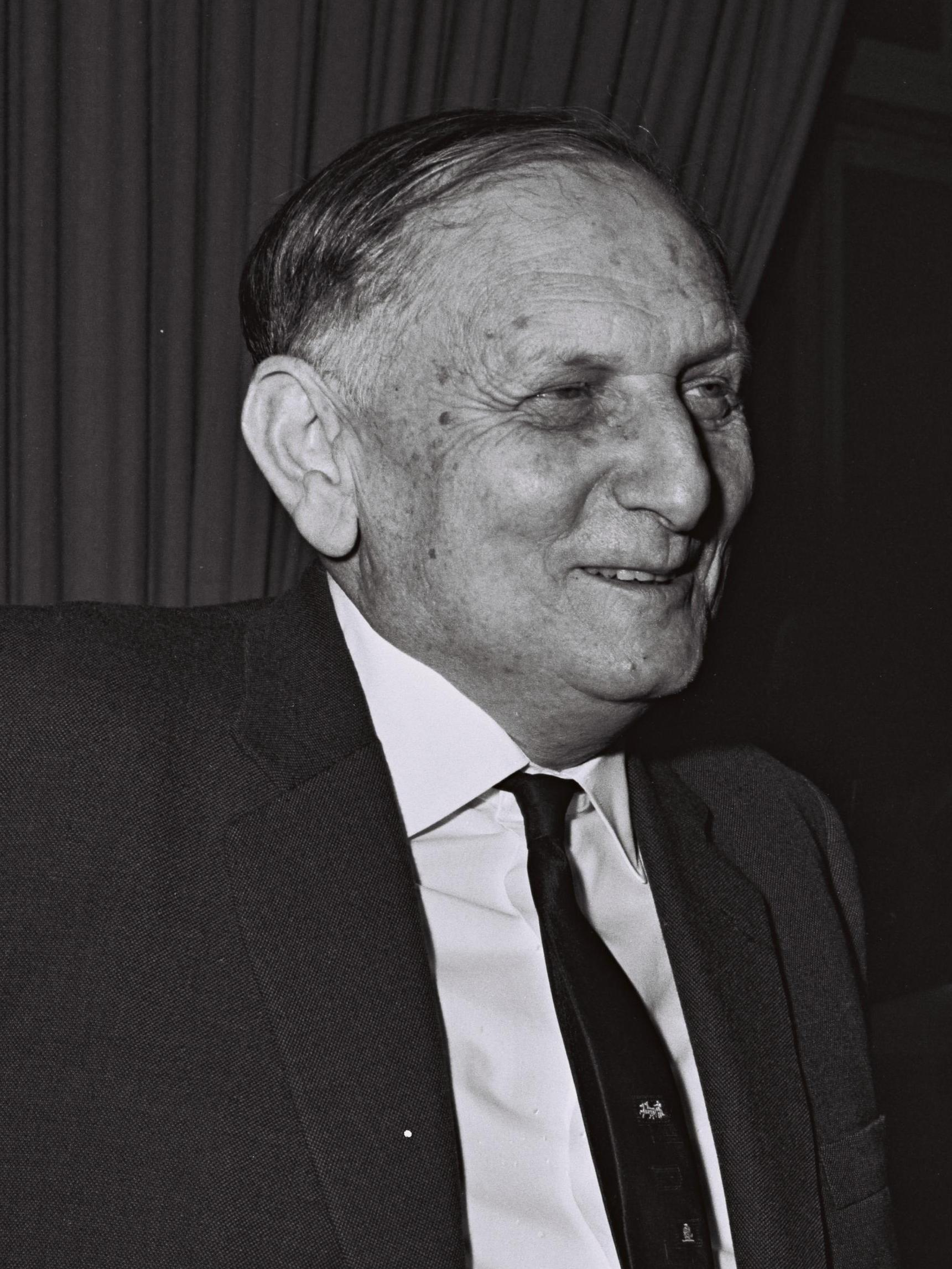
David Horowitz (1964)

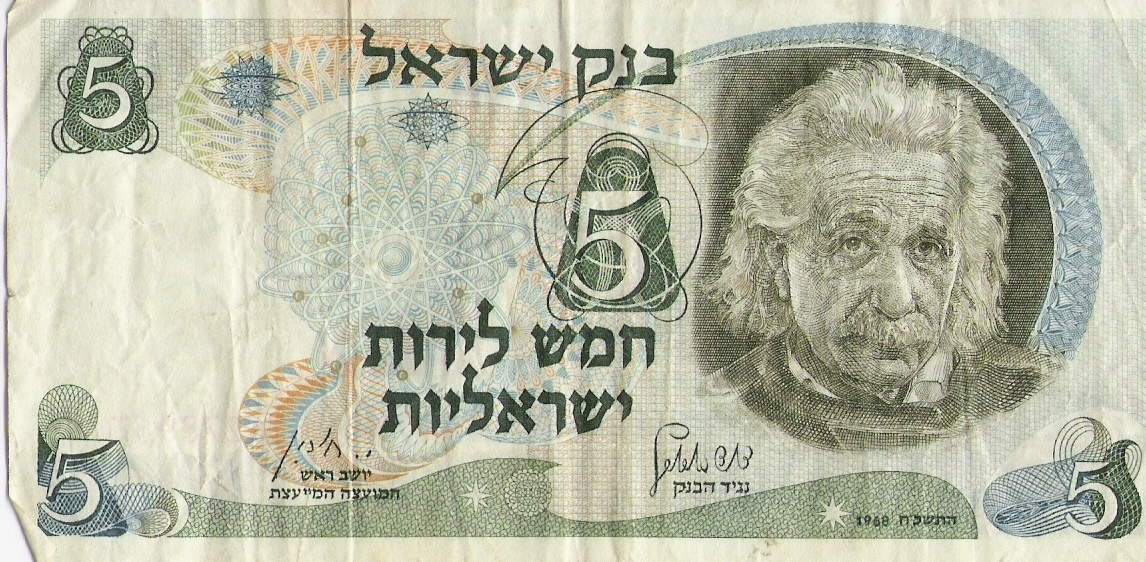
Horowitz’ Unterschrift auf einem 5-Pfund-Schein (1968)

## Leben
David Horowitz wurde in Galizien Mitglied der jüdischen sozialistischen Jugendorganisation Hashomer Hatzair. Er emigrierte 1920 nach Palästina und schloss  sich der Gdud HaAvoda an. Er gehörte 1922 zu den Gründungsmitgliedern des Kibbuz Beit Alfa. Ende der 1920er Jahre wurde er Journalist bei der Zeitung Davar, die von der Gewerkschaftsbewegung Histadrut herausgegeben wurde.
Horowitz wurde Assistent des Finanzvorstands der Jewish Agency Elieser Kaplan und Leiter der Wirtschaftsabteilung. 1947 war er Mitglied der Delegation der Jewish Agency bei den Vereinten Nationen. Seit der Staatsgründung Israels war Horowitz von Mai 1948 bis Juni 1952 leitender Beamter im Israelischen Finanzministerium. Im Dezember 1954 wurde Horowitz Gründungsdirektor der Bank of Israel. 1968 wurde er mit dem Israel-Preis ausgezeichnet. Auch nach seinem altersbedingten Rücktritt im Oktober 1971 blieb er der Bank als Beiratsvorsitzender verbunden.

## Schriften (Auswahl)
- Der wirtschaftliche Aufbau Palästinas 1919–1936. Tel-Aviv : Hitachduth Olej Germania, 1936
- Aspects of economic policy in Palestine. Tel-Aviv : Jewish Agency for Palestine, Economic Research Institute, 1935
- Elieser Kaplan, E. Hurwitz, David Horowitz: Palästina-Wirtschaft 1943. Kriegswirtschaft in Palästine. Tel-Aviv : Irgun Olej Merkas Europa, 1942
- State in making. Westport, Conn. : Greenwood Pr., 1981 [Bi-šelīḥūt medīnāh nōledet, 1953]
- Hemispheres North and South : economic disparity among nations. Baltimore, Md. : Johns Hopkins, 1966
- The Economics of Israel. Oxford : Pergamon Press, 1967
- The Enigma of economic growth : a case study of Israel. New York : Praeger, 1972